# Predil-tó
A Predil-tó (németül: Raibler See, olaszul: Lago del Predil, szlovénül: Rabeljsko jezero, friuli nyelven: Lât di Rabil) alpesi tó Észak-Olaszországban, a Júliai-Alpokban, a Kanin (Canin / Greben Kanina) hegylánc nyugati oldalán, a Predil-hágó alatt, Tarvisio (Tarvis) városától mintegy 10 km-re délre, Cave del Predil (Raibl) község határában, a  Seebach-patak völgyében (Seebachtal).

## Nevének eredete
A tó eredeti német, szlovén és friuli nyelvű nevét (Raibler See / Rabeljsko jezero / Lât di Rabil ) a közeli Raibl bányászfalu nevéről kapta. Raibl település ma Tarvisióhoz (németül: Tarvis) tartozik, olasz hivatalos neve Cave del Predil, a közeli hegygerincen fekvő Predil-hágó olasz nevéről. A tó olasz nevét (Lago del Predil) szintén a hágó olasz–szláv neve után kapta.

## Fekvése
A tó az olaszországi Friuli-Venezia Giulia régióban, Udine megyében, a Tarvisio községhez tartozó Cave del Predil (németül: Raibl) frakció közvetlen szomszédságában található. A Júliai-Alpok egyik magashegyi völgyében, a Seebach-völgyben (németül: Seebachtal, olaszul: Val del Rio del Lago, szó szerint „Tópatak-völgy”), 969 méter tengerszint feletti magasságban. A tavon keresztül folyik a völgy névadója, a „Tó-patak” (Seebach / Rio del Lago). (Ennek a tóba belépő legfelső szakaszát olaszul Rio Salettónak is nevezik). Seebach-nak (illetve Seebach-völgynek) nevezik a Gailitz folyó és folyóvölgy legfelső szakaszát a forrásától Sella Neveáig. Sella Nevea után a folyó, már Gailitz néven észak felé folyik, Tarvisio közelében belép a Kanal-völgybe, majd osztrák területen, Arnoldstein-től nyugatra, 548 m magasságban torkollik a Gail folyóba.
A tó medre valószínűleg a jégkorszakban keletkezett, melyet moréna (hordalék) vagy hegyomlások sorozata rekesztett el. A tó ágyát a beömlő vízfolyások lassan töltik fel kavics-hordalékkal.
A tótól délre a 2125 m magas Tó-csúcs (olaszul: Cima del Lago, szlovénül: Jerebica), északkeletre az 1909 m magas Öt-csúcs (németül: Fünfspitz, olaszul: Cinque Punte) hegyormok uralják a Seebach-völgyet. Itt ered a völgynek nevet adó „Tó-patak”.
A tó fölött, a Júliai-Alpok főgerincén fut az olasz-szlovén államhatár. A Tarvisiótól a Predil-hágóra vezető olasz SS54 számú országút Raibl (Cave del Predil) községet elhagyva a tó közelében halad el. A országos főútból itt kiágazó SP76-os számú megyei főút délnyugat felé a Sella-nyeregbe, Sella Nevea síközpontba vezet, majd innen tovább le Chiusaforte városba.
A tó vízfelszínének területe 1 km2, ez Friuli-Venezia Giulia régió második legnagyobb természetes tava, csak a Cavazzói-tó előzi meg, a Tagliamento fölötti hegyekben, Gemona del Friuli város közelében.

## Történelme
A középkorban a Habsburg Birodalomhoz tartozó Karintiai Hercegség és a Velencei Köztársaság szárazföldi birtokai (Domini di Terraferma) közötti államhatár a tó völgyét délről és keletről szegélyező hegygerinceken futott, a Kanin-hegység, Predil-hágó és a Sella-nyereg (Sella Nevea) vonalán.
1797-ben a Campo Formió-i békeszerződés értelmében a tó környéke – Friuli (németül: Friaul) tartomány részeként – a Habsburg Birodalomhoz került. A napóleoni háborúk után a hegygerinc nyugati lejtőjén fekvő Raibl bányászközség (ma Cave del Predil, Olaszország) és a keleti lejtőn fekvő Ober Breth (ma Gorni Log, Szlovénia) község között kifúrták a Ferenc József bányavágatot, amely a bányászok munkába járásának megkönnyítésére szolgált. 1866-ban a porosz–osztrák–olasz háborút lezáró békeszerződés Velence tartomány egész területét az Olasz Királyságnak juttatta, Friaul tartomány – az Osztrák–Magyar Monarchia részeként – ismét közvetlen határvidékké vált.
1885–87 között a csász. és kir. hadvezetés a Tarvisión át vezető fontos útvonalak védelmére a tó partján alpesi erődítményt épített (Fort am Raibler See / Forte del Lago del Predil). Az első világháború során, az isonzói csaták harcaiban az erőd súlyos károkat szenvedett az olasz tüzérség találataitól. Az 1920-as saint-germaini békeszerződés értelmében egész Friuli tartomány az Olasz Királysághoz került. A Predil-tavi erőd egy részét később restaurálták, látogathatóvá tették.

## Turizmus, sport
A festői természeti környezetben kiépített turistautak, a Predil-hágó és az Isonzó-völgy közelsége kirándulók tömegét vonzza mindhárom szomszédos országból (Olaszország, Szlovénia, Ausztria). A közeli alpesi hegycsúcsok (Kanin, Mangart, Cima dal Lago/Jerebica, stb.) a hegymászók kedvelt célpontjai. A környék ismert télisport-központjai Tarvisio és Sella Nevea.

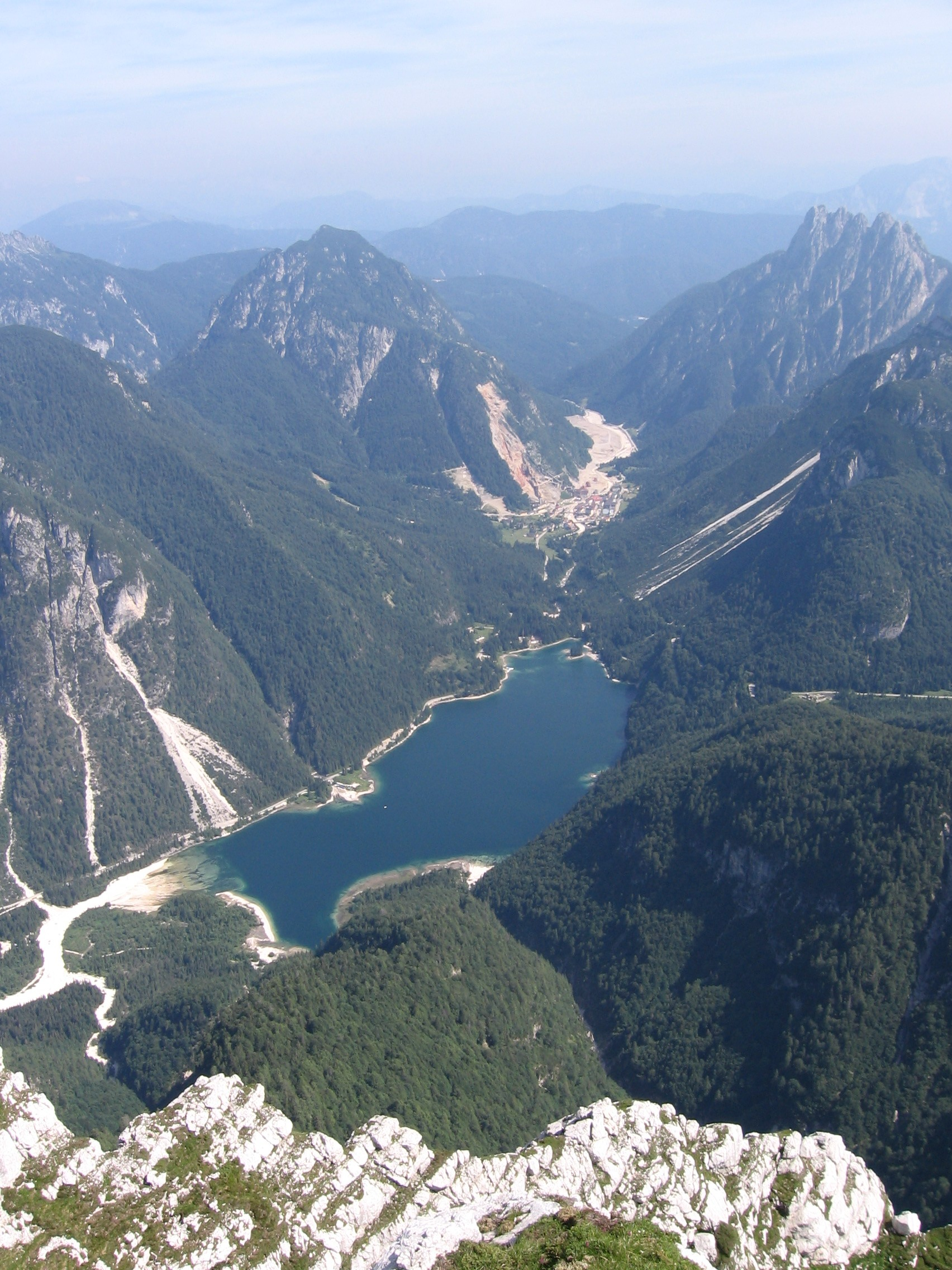
A völgy és a tó látképe a Cima da Lago (Jerebica) csúcsról
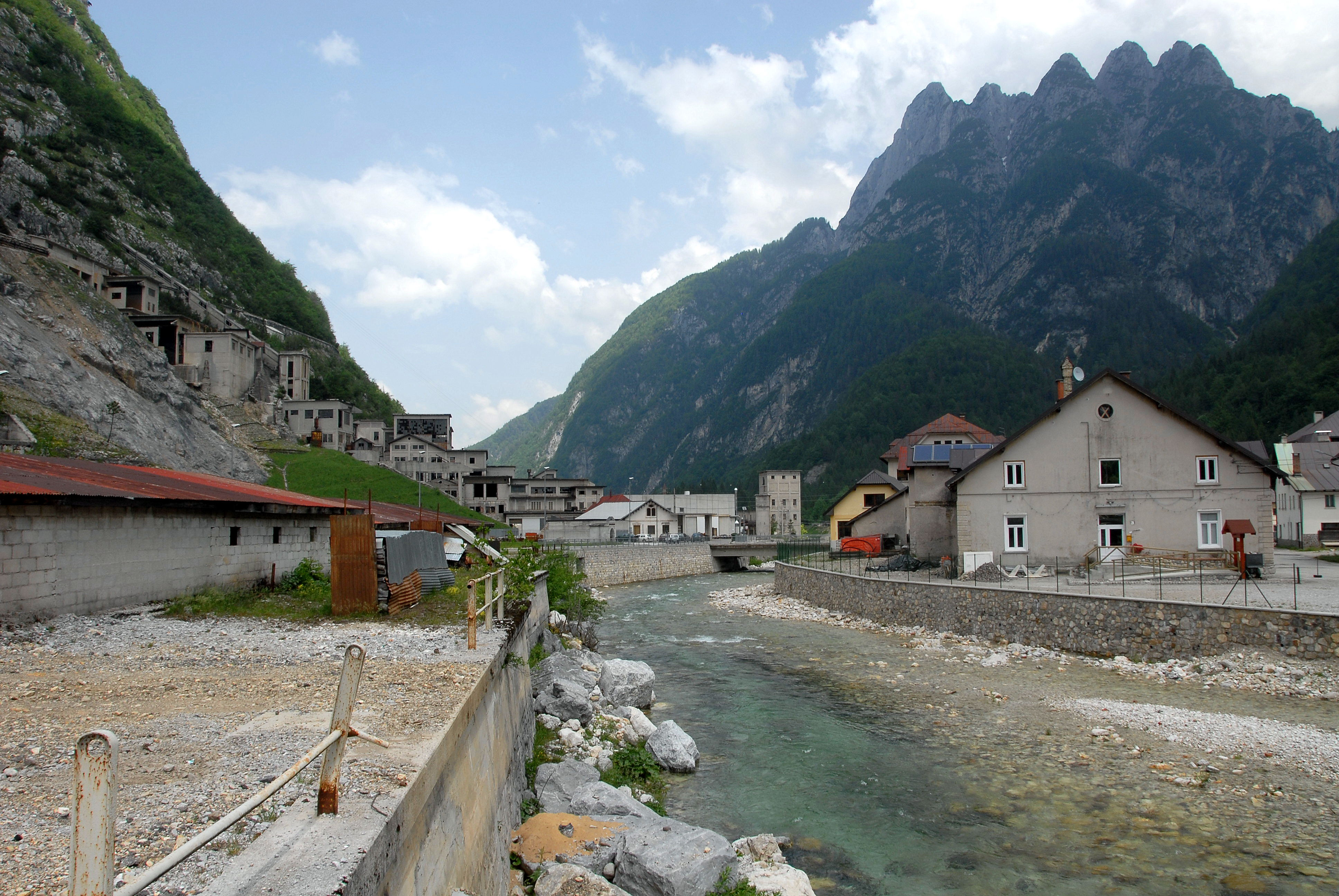
Raibl bányászközség (Cave del Predil), Seebach-patakkal és az Öt-csúcs (Fuenfspitz) hegyorommal
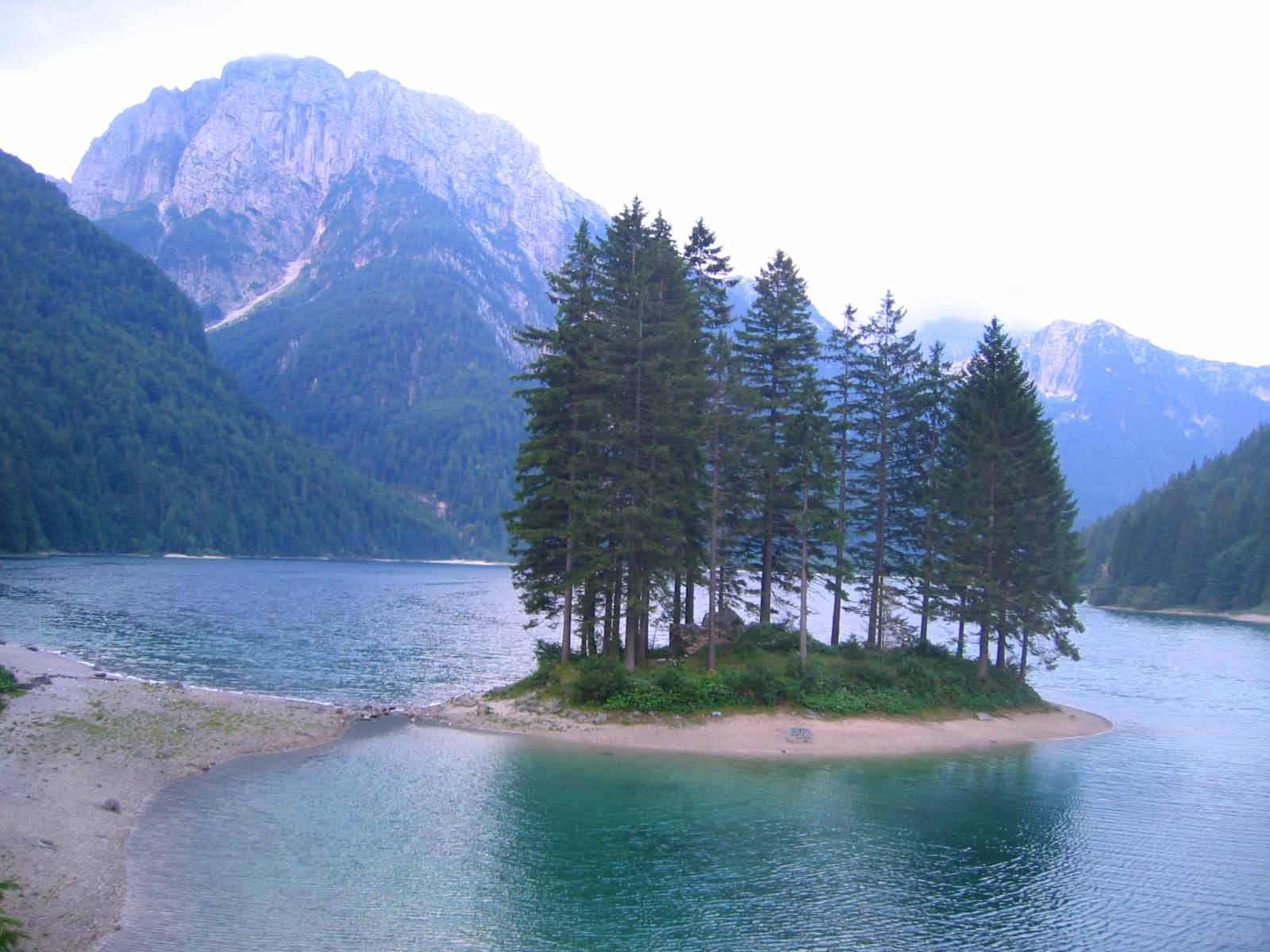
Sziget a Predil-tavon
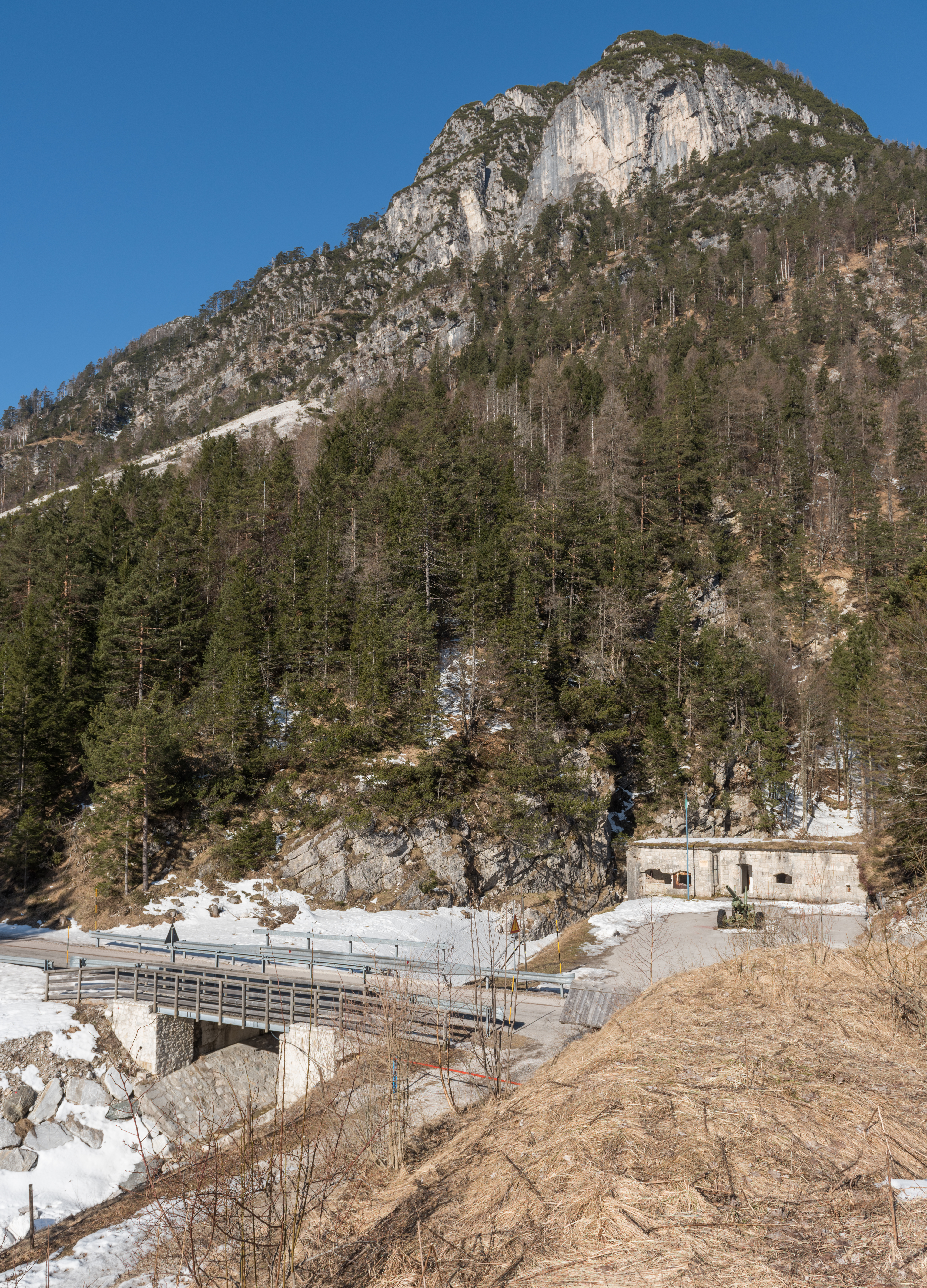
A Predil-tavi erőd, muzeális osztrák tarack
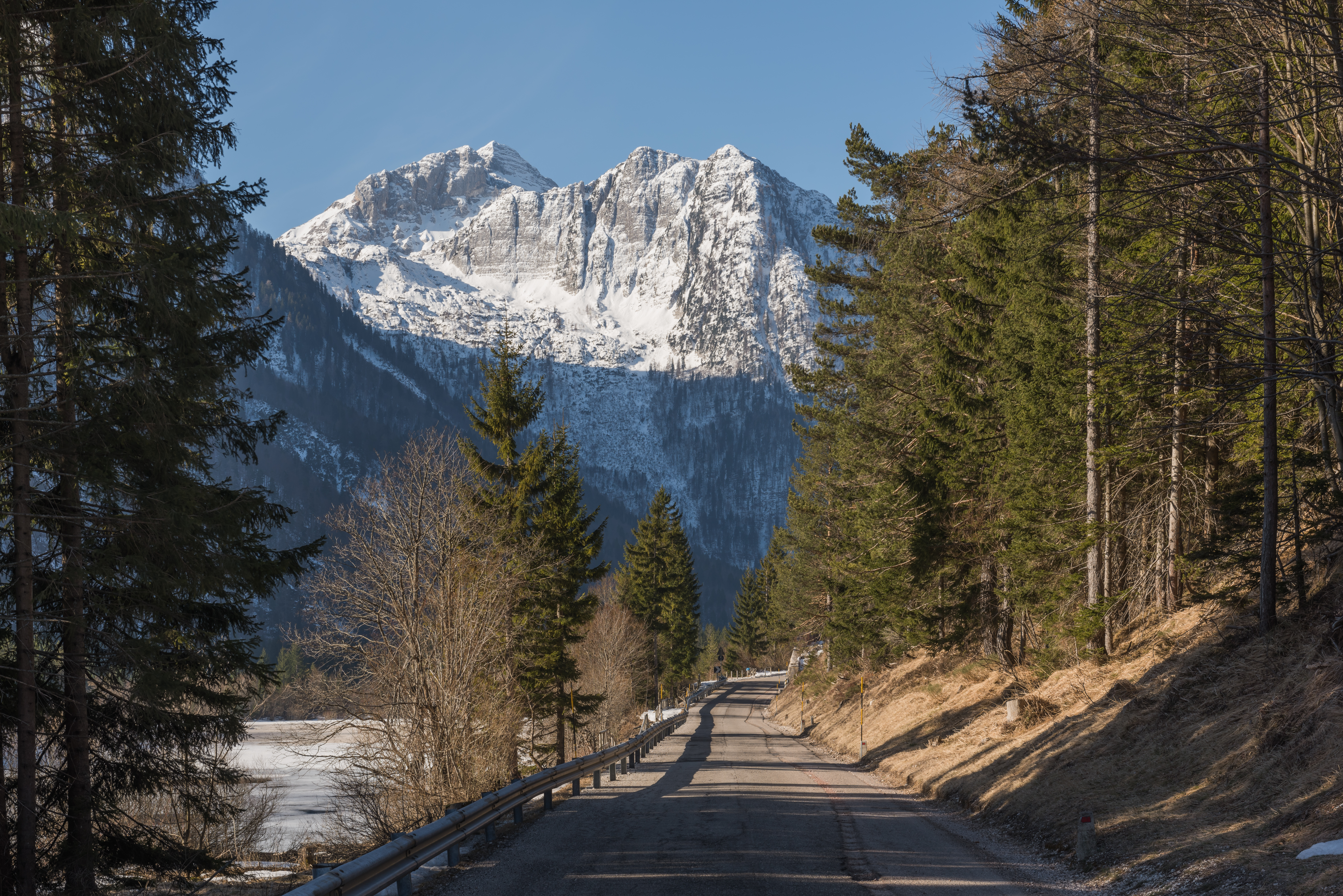
A Kanin-hegy látképe a tótól
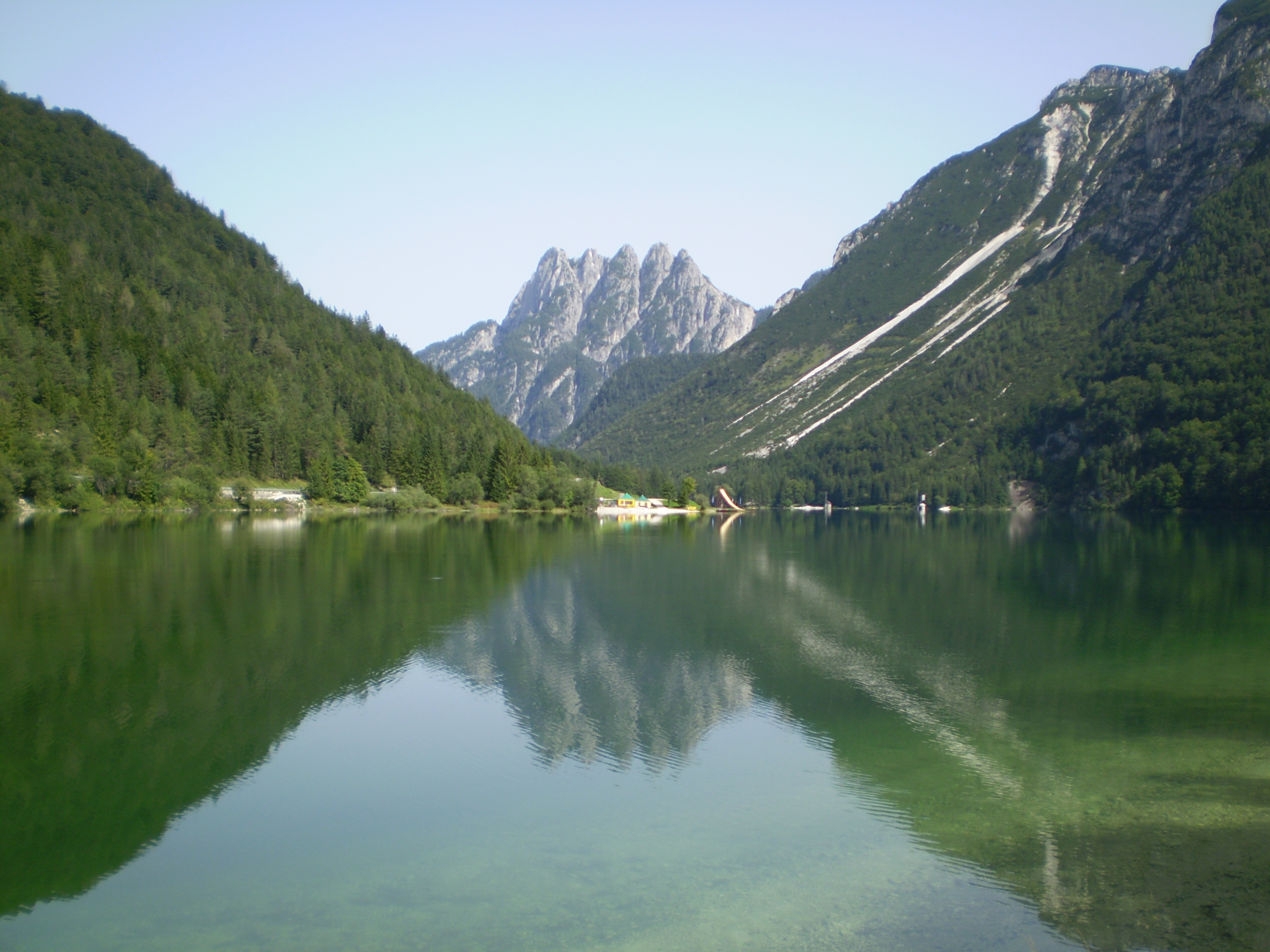
A tó és az Öt-csúcs (Cinque Punte)